# Западные Бескиды
За́падные Бески́ды (пол. Beskidy Zachodnie, чеш. Západní Beskydy, словац. Západné Beskydy) — горный массив в северо-восточной части Чехии, в северной части Словакии и в южной части Польши. Наивысшая точка — Лысая Гора, 1323 м.

## Состав
В традициях польской, германской и западноевропейской науки понятие «Западные Бескиды» обозначает широкий регион, охватывающий четыре района:
Западная часть Западных Бескид включают следующие горные районы (см. карту «е»):
- e1 — Гостинско-Всетинские горы (в Чехии);
- e2 — Моравско-Силезские Бескиды (в Чехии);
- e3 — Турзовская Врховина (в Словакии);
- e4 — Яблунковская Бразда (в Чехии и Словакии);
- e5 — Рожновская Бразда (в Чехии);
- e6 — Яблунковское Мезигори (в Чехии);
- e7 — Силезские Бескиды (в Чехии);
- e8 — Живецкая Котловина (в Польше).

Северная часть Западных Бескид включают следующие горные районы (см. карту «f»):
- f1 — Малый Бескид (в Польше);
- f2 — Маковский Бескид (в Польше);
- f3 — Островной Бескид (в Польше);
- f4 — Горце (в Польше);
- f5 — Рабчанская Котловина (в Польше);
- f6 — Сондецкая Котловина (в Польше).

Центральная часть Западных Бескид включают следующие горные районы (см. карту «g»):
- g1 — Оравские Бескиды (Живецкие Бескиды) (в Польше и Словакии);
- g2 — Кисуцкие Бескиды (в Словакии);
- g3 — Оравская Магура (в Словакии);
- g4 — Оравская Врховина (в Словакии);
- g5 — Подбескидская Борозда (в Польше и Словакии);
- g6 — Подбескидская Врховина (в Польше и Словакии).

Восточная часть Западных Бескид включают следующие горные районы (см. карту «h»):
- h1 — Сондецкиe Бескиды (в Польше и Словакии);
- h2 — Чергов (в Словакии);
- h3 — Пенины (в Польше и Словакии).

## Расположение
Западные Бескиды расположены в приграничных районах Словакии, Чехии и Польши, их окружают Западнобескидское Предгорье, Словацко-Моравские Карпаты, Подгуольно-Магурская гряда, Центральные Бескиды.

## Карты Западных Бескид

Западная часть Западных Бескид, обозначенная на карте красным цветом (e)
Северная часть Западных Бескид, обозначенная на карте красным цветом (f)
Центральная часть Западных Бескид, обозначенная на карте красным цветом (g)
Восточная часть Западных Бескид, обозначенная на карте красным цветом (h)